# Uruguay i olympiska vinterspelen 1998
Uruguay deltog med en deltagare vid de olympiska vinterspelen 1998 i Nagano. Landets deltagare erövrade ingen medalj.

## Alpin skidåkning
- Gabriel Hottegindre